# 東ドイツ視覚芸術連盟
東ドイツ視覚芸術連盟（独: Verband Bildender Künstler der DDR）は、東ドイツにあった視覚芸術の業界団体。自主的な芸術家団体として1952年～1990年まで存在し、本拠地はベルリンにあった。

## 歴史
東ドイツ視覚芸術連盟は、1950年の7月17日と18日に開催された第1回会議で、東ドイツ文化同盟（ドイツの民主主義再興のための文化同盟）の下部組織として設立された。当時、連盟は革命的視覚芸術協会の後継者と見られた。第二次世界大戦終結後には、ドレスデンではder ruf、Das Ufer、ハレではDie Fähre、ライプツィヒではKünstleraktiv 48などのようなローカルな芸術グループが作られたが、戦争の復興がしだいに進み、1949年10月17日に東ドイツが建国したあと、1950年にこれらの芸術グループが「ドイツ造形芸術家連盟」の名のもとで合併した。186人の代表者が、ベルリンで開催された第1回会議で、オットー・ナーゲルを議長に選んだ。理事会にはアルノ・モーアとルットヒルト・ハーネも選ばれた。
1950年7月14日に中央事務局がベルリンに開設され、その後、徐々に各都市に支部も設置された。中央事務局には、「制作・展示委員会」や「鑑定委員会」、「編集委員会」のようにそれぞれの仕事に応じた部門が作られた。1951年に連盟のメンバーは2,500人であった。
1952年の第2回会議で、東ドイツ文化同盟と分離し、東ドイツの芸術家協会としての独自性を保った。また条例と活動方針も決まった。1970年4月28日の第6回会議では、「東ドイツ視覚芸術連盟」に改称。1982年6月7日に連盟は30周年記念式典を開催。ハンス・グルンディッヒ（Hans Grundig）賞が連盟の最高表彰として授与されることとなった。
1990年4月10日と11日に連盟の臨時会議が開かれ、連盟の中央集中的な構造から、それぞれの地方組織に有利になるような構造へと変更された。ロルフ・シャゴ・シュレーダーが理事長兼広報担当者になった。ドイツ再統一のあとに、連盟は1990年12月12日の株主総会で解散となった。在庫の大部分は、ベルリン芸術アカデミーに移った。

## 会員資格
東ドイツ視覚芸術連盟への参加資格は、FachschuleやHochschuleで芸術学科を卒業していることか、担当局の試験に合格することであった。合格後に、連盟参加メンバーの登録が行われた。会員証は、作品を売るための入り口となり、仕事の公的な依頼は会員だけに限定されていたから、極めて重要だった。連盟の最大部門が、1980年代の終わりに旅行代理部門である「国際関係」部門を設立し、芸術家に旅行活動（学生旅行、外国の美術館訪問）をさせ、そのために財政援助を行った。1990年の連盟解散時には、約6,000人のメンバーがいた。

## 組織
第1回会議で1950年に中央理事会、6つの地方下部連盟、6つの専門グループの設置が決まった。
1. 画家とグラフィックデザイナー
2. 彫刻家
3. カメラマン、写真家
4. デザイナー
5. 建築家、キュレーター、舞台美術
6. 写字家（Kopist）、修復家（Restaurator）

1954年に6つの専門グループは、中央および地方の専門部門へと改編された。同年、芸術作品部門が設置、1959年に芸術学部門が加わり、1961年にこれらの部門はデザイン部門に置き換わった。1975年以降には、「視覚国民芸術」、「国民教育」の作業部会も存在した。1952年に各地方が県（Bezirk）に振り分けられると、連盟の組織構成はそれに対応し、6つの地方連盟と15の県連盟を立ち上げた。連盟のさまざまなビジネスは、1964年からいわゆる「第一部門」と呼ばれた「営業部門」が行った。

## 雑誌
雑誌「視覚芸術」は、1947年にカール・ホーファーとオスカー・ネーリンガーが発刊、1949年まで刊行された。1953年1月からは、連盟の機関誌として芸術出版が刊行、1965年からはヘンシェル出版が観光した。編集長は、ヘルベルト・サンドベルク(1955–1957)、 Jutta Schmidt (1964–?)、Ulrich Kuhirt、Peter Michel (1974–1987), Bernd Rosner (1988–?)である。

## トリエンナーレ「INTERGRAFIK」
連盟は、1965年にベルリンでトリエンナーレ「INTERGRAFIK」という国際視覚芸術展を開催した。後年、社会主義ではない外国の芸術家もこの展示会に参加するようになった。